# Fritz Butz
Fritz Butz (* 5. Mai 1909 in Wasseralfingen, Deutsches Reich; † 9. November 1989 in Schwerzenbach, Schweiz) war ein deutsch-schweizerischer Filmarchitekt, Bühnen- und Kostümbildner sowie Illustrator.

## Leben
Der aus Württemberg stammende Butz kam mit seiner Familie am Vorabend des Ersten Weltkriegs 1914 in die Schweiz, wo man sich in Olten niederließ. 1916 übersiedelte die Familie nach St. Gallen. Dort eröffnete Mutter Butz eine Schneiderei, während der Vater für Deutschland in den Krieg ziehen musste. Hier bestand Fritz Butz auch sein Handelsabitur. 1927 konnte er seine erste kleine Ausstellung auf die Beine stellen. Anschließend kehrte Butz in die schwäbische Heimat zurück und besuchte von 1929 bis 1931 die Grafikerklasse an der Akademie Weißendorf in Stuttgart. Seit 1931 arbeitete er als Grafiker und Kunstmaler und erledigte Aufträge für Firmen wie SBB, Swissair, die Zeitschrift Annabelle und den Schweizer Spiegel. 
Im Jahr 1934 begann Butz in der Schweiz die Bühnenbilder für Kleinkunsttheater zu entwerfen, seit der Gründung des Cabaret Cornichon 15 Jahre lang an dieser Spielstätte (bis 1949). Von 1938 bis 1941 gestaltete er in selbiger Funktion außerdem die Dekorationen für Revuen und Schauspiele des Corso-Theaters, anschließend auch für andere Kabaretts wie das Düsseldorfer Kom(m)ödchen. 1948 begann Butz seine langjährige Tätigkeit am Schauspielhaus Zürich. Bis 1977 war er dort an rund 30 Produktionen beteiligt, darunter Ibsens Rosmersholm (1957), Ionescos Die Nashörner (1960), Sartres Die Eingeschlossenen (1960) und Genets Der Balkon (1967). Gastverträge führten Butz u. a. nach Wien (Theater in der Josefstadt), Berlin (Schiller-Theater), Frankfurt am Main und Baden-Baden, wo er nicht nur klassische Theaterstücke, sondern auch Pantomimen, Operetten, Opern, Revuen und Musicals ausstattete. 1981 zog sich Butz aus dem aktiven Berufsleben zurück und beschäftigte sich nur noch mit der Malerei.
Beginnend mit dem Abtreibungsdrama Dilemma (1940), wo er an der Seite des Exilrussen Alexander Loschakoff debütierte, war Fritz Butz vor allem in den frühen 1940er Jahren auch mit den Filmbauten zu einer Fülle von Schweizer Kinoproduktionen beschäftigt. Zu dieser Zeit galt er als der nach Robert Furrer bedeutendste Filmarchitekt seines Landes. Nach zwei intensiven Jahren kehrte Butz aber bereits zum Jahresbeginn 1943 der Zelluloidbranche wieder den Rücken zu. 
Butz war bis 1946 Deutscher; in diesem Jahr wurde er in der Schweiz eingebürgert.

## Filmografie
- 1940: Ist Dr. Ferrat schuldig? (Dilemma)
- 1941: Das Menschlein Matthias
- 1941: Gilberte de Courgenay
- 1941: Emil, me mues halt rede mitenand!
- 1941: Der letzte Postillon vom St. Gotthard
- 1941: Romeo und Julia auf dem Dorfe
- 1941: Bider der Flieger
- 1941: Landammann Stauffacher
- 1942: Menschen, die vorüberziehen
- 1942: Machtrausch – aber die Liebe siegt
- 1942: Gottesmühlen (Steibruch)
- 1942: Das Gespensterhaus
- 1943: Das Leben beginnt (Matura-Reise)
- 1961: Seelische Grausamkeit
- 1965: Annie Get Your Gun (Fernsehfilm)